# Choroba kwasowa
Choroba kwasowa – choroba ryb związana z jakością wody i jej odczynem.

## Opis
Ryby mają określoną tolerancję na odczyn wody. Zależy to od rodzaju podłoża w danym zbiorniku (akwarium), od rodzaju i ilości roślin, nasłonecznienia czy oświetlenia, ilości rozpuszczonych w wodzie węglanów dwutlenku węgla CO2, który w połączeniu z wodą tworzy kwas węglowy, powodujący kwaśny odczyn wody jak również innych czynników.
Ta tolerancja jest większa u ryb słodkowodnych (zakres wartości pH około 5,0-9,0) aniżeli u ryb morskich (zakres pH około 7,5-8,5). 
Niebezpieczeństwo spadku wartości pH poniżej krytycznej wartości (dla większości ryb wynosi ona pH 6,5—7,5) występuje przede wszystkim w wodach o bardzo niskiej twardości. Wody miękkie są z reguły bardziej kwaśne.
Zbyt kwaśna woda (również zbyt duża ilość garbników) może wywołać tzw. chorobę kwasową powodującą ciężkie uszkodzenia ciała. Choroba kwasowa jest zawsze wynikiem przedawkowania kwasów (garbników) podczas przygotowywania lub korygowania wody w hodowli ryb. Kwaśny odczyn wody może być wynikiem zbyt małej ilości węglanów w wodzie lub znacznego obniżenia intensywności fotosyntezy.
Również przepuszczanie wody przez filtr z zawartością torfu powoduje jej zakwaszanie. 
Jeśli przez dłuższy okres utrzymuje się wartość wody i jej pH poniżej 5,0, u ryb występują objawy choroby zwanej chorobą kwasową.  Może też przyczynić się do śmierci ryb.

## Objawy
Ryby przebywają tuż pod powierzchnią wody, są nieco apatyczne, ale oddychają normalnie. Szeroko otwartym pyszczkiem chwytają powietrze znad powierzchni wody. Co jakiś czas przy większych stężeniach kwasów lub garbników ryby wykonują gwałtowne ruchy, próbują ukryć się lub wyskoczyć z akwarium. 
Skóra staje się mętna, występuje słabe, niebieskobiałe zmętnienie jej powierzchni. Na powierzchni skrzeli pojawia się duża ilość śluzu, a brzeg wierzchnich listków skrzelowych pokrywa się ciemnym nalotem. Skóra może mętnieć lub na skutek stanu zapalnego czerwienieć. Pojawia się duża ilość mlecznego śluzu, która się strzępi, a uszkodzenia skrzeli powodują wystąpienie objawów duszności. Na krańcach listków skrzelowych mogą wystąpić zgrubienia i zlepienia. Ikra bieleje, „rozpuszcza się". Powierzchnia rogówki mętnieje, poza tym oko jest normalne.
Ryby sną w normalnej pozycji, często ukryte wśród przybrzeżnej roślinności.
Oprócz wymienionych objawów dla choroby kwasowej, kwaśny odczyn wody może mieć również i inne szkodliwe działanie dla ryb. Powoduje on bowiem zmniejszenie oporności ryb na różne choroby.

## Zapobieganie i leczenie
Zapobieganie chorobie kwasowej jest możliwe. Należy doprowadzić odczyn pH wody do wielkości optymalnych dla danego gatunku.
Z pomocą indykatora pH-test lub papierków lakmusowych można kontrolować jakość wody. Korzystając z dostępnego środka Aqualkal powoli doprowadzamy stan wody do wartości pH potrzebnej w akwarium.
W stabilizacji pH pomaga również umieszczenie w akwarium wapieni, w pewnym stopniu piaskowców i innych minerałów.
Po podniesieniu odczynu wody do wymaganego pH, należy do wody dodać preparaty lecznicze np.: środek leczniczy MFC, Abioseptyna czy Ichtiosan.

## Zalecenia
- cykliczna kontrola jakości wody za pomocą indykatora lub paska lakmusowego.
- okresowa wymiana odstałej wody o pH obojętnym.
- częsta obserwacja zachowania się ryb w akwarium.
- należy unikać ... za mało roślin, za duże zaciemnienie, za dużo ryb.
- zwracać szczególną uwagę przy korygowaniu wody (zmiana pH, zmiękczanie)